# روبرت إي. لويس
روبرت إي. لويس (بالإنجليزية: Robert E. Lewis)‏ هو قاضي ومحامي أمريكي، ولد في 3 أبريل 1857، وتوفي في 31 يوليو 1941 في دنفر في الولايات المتحدة.